# Semnopithecus hypoleucos
Entelle aux pieds noirs
Espèce
Synonymes
- Semnopithecus entellus hypoleucos

Statut de conservation UICN

 LC A2d : Préoccupation mineure
Statut CITES
L'Entelle aux pieds noirs (Semnopithecus hypoleucos) est un mammifère Primate, une espèce indienne  aujourd'hui menacée. Ce singe est un entelle de la famille des Cercopithecidae, auparavant considéré comme faisant partie de l'espèce Semnopithecus entellus, jusqu'en 2001 où Groves a scindé celle-ci en sept espèces distinctes,.

## Répartition

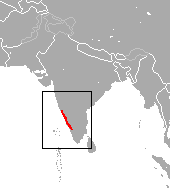
Répartition (en rouge) de l'entelle à pieds noirs, en Inde

L'espèce se rencontre au sud ouest de l'Inde, sur une zone côtière de 35 000 km2 (Goa, Karnataka et Kerala), dont une partie en zone protégée.